# Acianthus amplexicaulis
Lan muỗi mắt lùn (danh pháp hai phần: Acianthus amplexicaulis) là một loài thực vật có hoa trong họ Lan. Loài này được (F.M.Bailey) Rolfe mô tả khoa học đầu tiên năm 1893.